# ミックマック (映画)
『ミックマック』（Micmacs à tire-larigot）は、2009年のフランス映画。

## ストーリー
レンタルビデオ店で働くバジルは、偶然居合わせた発砲事件で流れ弾を頭に喰らい、摘出されないまま頭の中に残ってしまった。そのせいで彼は全てを失ってしまったのだが、スクラップ工場の仲間と知り合うことで新たな人生を歩み始めることになった。ある日、頭の中の銃弾を作った会社と30年前に父を殺した地雷を製造した会社を発見する。そこで彼は、工場の仲間と共に2つの軍需企業へのイタズラという名の復讐を企てる。

## キャスト
- ダニー・ブーン…バジル（頭の中に弾丸の残った男）
- ドミニク・ピノン…フラカス（バスター）
- ヨランド・モロー…ママ・チャウ（料理番）
- ジャン＝ピエール・マリエール…プラカール（刑務所）
- ジュリー・フェリエ（フランス語版）…ラ・モーム・カウチュ（軟体女）
- ミッシェル・クレマド（フランス語版）…タイニィ･ピート（発明アーチスト）
- マリー＝ジュリー・ボー（フランス語版）…カルキュレット（計算機）
- オマール・シー…レミントン（民族史学者）
- アンドレ・デュソリエ…ド･フヌイエ（オーベルヴィリエ軍事会社社長）
- ニコラ・マリエ（フランス語版）…フランソワ・マルコーニ（ヴィジランテ兵器会社社長）

## 受賞・ノミネート
第35回セザール賞
- ノミネート: 音響賞
- ノミネート: 美術賞 - アリーヌ・ボネット
- ノミネート: 衣装デザイン賞 - マデリーン・フォンテーヌ

## 備考
- 当初バジル役にアメリでリュシアン役を演じたジャメル・ドゥブーズが予定されていたが[1][2] 、撮影10週間前にドゥブーズが降板したため急きょダニー・ブーンが配役された[3]。